# Robert Majzels
Robert Majzels (* 12. Mai 1950 in Montréal) ist ein kanadischer Schriftsteller, Übersetzer, Herausgeber und Hochschullehrer. Seine experimentellen und intertextuellen Romane erkunden die „Formen und ethischen Grundlagen des Schreibens“.

## Leben und Schaffen
Majzels’ Eltern, die Lehrerin Paulette Kaufmann und der Schneider Simon Majzels, waren nach Kanada ausgewanderte Überlebende des Holocausts. In seiner Jugend engagierte er sich in politischen Organisationen und Theatergruppen. Er arbeitete als Dreher, Taxifahrer, Krankenpfleger und Versicherungsvertreter, ehe er 1986 die Concordia University mit einem Master in Englischer Literatur abschloss. Anschließend unterrichtete er an der Concordia 13 Jahre lang creative writing. 1988 gab er The Guerrilla is like a poet, eine Anthologie philippinischer Lyrik heraus.
Sein Theaterstück This Night the Kapo wurde 1991 mit dem Dorothy Silver Playwright’s Award und 1994 mit dem ersten Preis der Canadian Jewish Playwriting Competition ausgezeichnet. 1992 erschien sein erster Roman Hellman’s Scrapbook. Mit einer Collage aus Tagebucheinträgen, Briefen, Zeitungsartikeln und Buchauszügen stellt sich darin das Leben, die Familie und die psychiatrische Behandlung des titelgebenden David Hellman dar.
Sein zweiter Roman City of Forgetting (1998) wurde wiederholt mit Ulysses verglichen, denn er„›macht‹ in vielerlei Hinsicht das mit Montreal, was James Joyce mit Dublin ›macht‹“. In Majzels’ Roman streifen historische and fiktive Charaktere verarmt und obdachlos durch das zeitgenössische Montréal, unter ihnen: Maisonneuve, Rudolph Valentino, Che Guevara, Klytaimnestra, Lady Macbeth und Suzy Creamcheese. Der ironische Umgang mit den Utopien und großen Projekten des 20. Jahrhunderts deutet sich bereits im Titel an: Montréal, die größte Metropole der kanadischen Provinz mit dem Wahlspruch „Je me souviens“ (französisch: Ich erinnere mich), ist hier eine Stadt des Vergessens.
Für die Übersetzung von France Daigles Romans Pas Pire ins Englische (Just fine, 1999) erhielt Majzels 2000 den Governor General’s Literary Award for Translation.
Von 2000 bis 2002 schrieb er in Peking seinen dritten Roman und begann Chinesisch zu lernen. Nach Kanada zurückgekehrt wurde Majzels Associate Professor an der University of Calgary.
In seinem Roman Apikoros Sleuth (2004), der mit dem dialektischen Stil und der Textgestaltung des Talmud arbeitet, setzte er neben lateinischen und hebräischen Schriftzeichen auch chinesischen Logogrammen ein. Das Buch gewann 2006 den kanadischen Alcuin Award und 2007 den britischen Wood Pencil Award für beste Buchgestaltung; 2008 erreichte es auf der Leipziger Buchmesse die Endrunde im Wettbewerb Schönste Bücher aus aller Welt der Stiftung Buchkunst.
2007 erschien The Humbugs Diet. Der in einem Altenheim angesiedelte Kriminalroman wirft „einen innovativen und herb witzigen Blick auf das Altern und den Tod“.

## Werke
Roman
- Hellman’s Scrapbook. Toronto: Cormorant, 1992, ISBN 978-0-920953-78-5.
- City of Forgetting. Toronto: Mercury Press, 1998, ISBN 978-1-55128-045-5.
- Apikoros Sleuth. Toronto:  Mercury Press, 2004, ISBN 978-1-55128-105-6.
- The Humbugs Diet. The Mercury Press, 2007, ISBN 978-1-55128-130-8.
- kHarLaMoV's aNkLe: A Utopian Fantasy. The Elephants, 2020, ISBN 978-1-988979-31-1.
- deAd liNeS. Zat-So Productions, 2023, ISBN 978-0-9867595-6-7.

Drama
- This Night the Kapo. Playwrights Canada Press, 2005, ISBN 978-0-88754-782-9.

Übersetzung
- France Daigle, Pas Pire (1998) als: Just fine. Toronto: House of Anansi Press, 1999, ISBN 0-88784-639-4.
- Nicole Brossard, Installations (1989) als: Installations. Winnipeg: The Muses' Company, 2000, ISBN 1-896239-65-X (übersetzt mit Erin Mouré).
- France Daigle, Un fin passage (2001) als: A Fine Passage. Toronto: House of Anansi Press, 2002, ISBN 978-0-88784-681-6.
- Nicole Brossard, Cahier de roses & de civilisation (2003) als: Notebook of Roses and Civilization. Toronto: Coach House Books, 2003 (übersetzt mit Erin Mouré) ISBN 978-1-55245-181-6.
- France Daigle, Petites difficultés d'existence (2002) als: Life’s Little Difficulties Toronto: House of Anansi Press, 2004, ISBN 978-0-88784-700-4.
- Nicole Brossard, Musée de l’os et de l’eau (1999) als: Museum of Bone and Water Toronto: House of Anansi Press, 2005, ISBN 0-88784-686-6 (übersetzt mit Erin Mouré).
- Nicole Brossard, Piano blanc (2011) als: The White Piano. Toronto: Coach House Books, 2013, ISBN 978-1-55245-273-8 (übersetzt mit Erin Mouré).
- France Daigle, Pour sûr (2011) als: For Sure. Toronto: House of Anansi Press, 2013, ISBN 978-1-77089-204-0.

Herausgeberschaft
- Robert Majzels, The Guerrilla is like a poet: An anthology of Filipino poetry. Toronto: Cormorant Books, 1988, ISBN 978-0-920953-32-7.
- Claire Huot und Robert Majzels (Hrsg.), 85. Los Angeles: Les Figues/Toronto: Moveable Inc., 2013, ISBN 978-0-9684908-5-3.

## Auszeichnungen (Auswahl)
- 1991 Dorothy Silver Playwright’s Award
- 1994 1. Preis der Canadian Jewish Playwriting Competition
- 2000 Governor General’s Literary Award for Translation